# Peschiera Maraglio
Peschiera Maraglio (ostlombardisch – in der Varietät von Brescia – Peschéra) ist ein Dorf (Fraktion) der Gemeinde Monte Isola. Es liegt auf der Insel Monte Isola im Iseosee in der italienischen Region Lombardei, Provinz Brescia.
Bei der Zählung von 1861 (Gründung Italiens) hatte die ehemalige Gemeinde 256 Einwohner, in der Volkszählung von 2001 sind es 345 Einwohner.

## The Floating Piers
Eine große Bekanntheit erhielt die Gemeinde vom 18. Juni bis zum 3. Juli 2016 während des Betriebes der vom Künstler Christo installierten The Floating Piers:  Dieses temporäre Open-air-Kunstwerk verband Peschiera Maraglio über begehbare, schwimmende Stege mit der Gemeinde Sulzano auf dem Festland und der kleinen Insel Isola di San Paolo.
Als eine Sehenswürdigkeit gilt die Kirche San Michele aus dem 16. Jahrhundert.

## Quelle
- LombardiaBeniCulturali, online auf: lombardiabeniculturali.it/... (mit Unterseiten)